# Kangerlussuaq (Qaasuitsup)

Comune di Avannaata, dove si trova il Kangerlussuaq

Il Kangerlussuaq (danese Søndre Strømfjord o Giesecke Isfjord) è un fiordo della Groenlandia di 50 km. Si trova a 73°30'N 55°35'O; appartiene al comune di Avannaata.